# مقاطعة والثال (ميسيسيبي)
مقاطعة والثال هي مقاطعة في مسيسيبي، بلغ عدد سكانها 15٬443  نسمة، في 2010، عاصمتها تيلرتاون.

## الموقع
تشترك في الحدود مع:
- مقاطعة لورنس
- مقاطعة بايك
- مقاطعة واشنطن
- مقاطعة ماريون (ميسيسيبي)
- مقاطعة لينكولن (ميسيسيبي).

## التقسيمات الإدارية
- تيلرتاون.